# Виенска конвенция за дипломатическите отношения
Виенската конвенция за дипломатическите отношения е един от основните международните договори в областта на дипломатическото право. Тя е приета на международна конференция във Виена, която се е състояла в периода от 2 март до 14 април 1961 г. В конференцията вземат участие 81 държави (СССР е представен и от БССР и УССР), около 40 от тях подписват конвенцията. Конвенцията регламентира всички основни въпроси на дипломатическото право: регламентират се видовете и функциите на дипломатическите мисии, процедурата за назначаване на главата на дипломатическото представителство, класовете на главите на такива представителства, определя се понятието дипломатически имунитет.
Съгласно чл. 51 на конвенцията тя влиза в сила на тридесетия ден след предаване за съхранение на двадесет и втората ратификационна грамота или на акта за присъединяване на генералния секретар на ООН. Това става на 24 април 1964 г.
Конвенцията се състои от 53 члена и включва също два факултативни (незадължителни) протокола: за придобиване на гражданство от сътрудниците на дипломатическите представителства и членовете на семействата им, живеещи заедно с тях, и за задължителното разрешаване на спорове относно тълкуването или прилагането на конвенцията от Международния съд.
Към 2014 г. в нея участват 190 държави, във факултативния протокол за придобиване на гражданство участват 51 държави, а в протокола за задължително разрешаване на спорове – 66 държави.